# موتيل

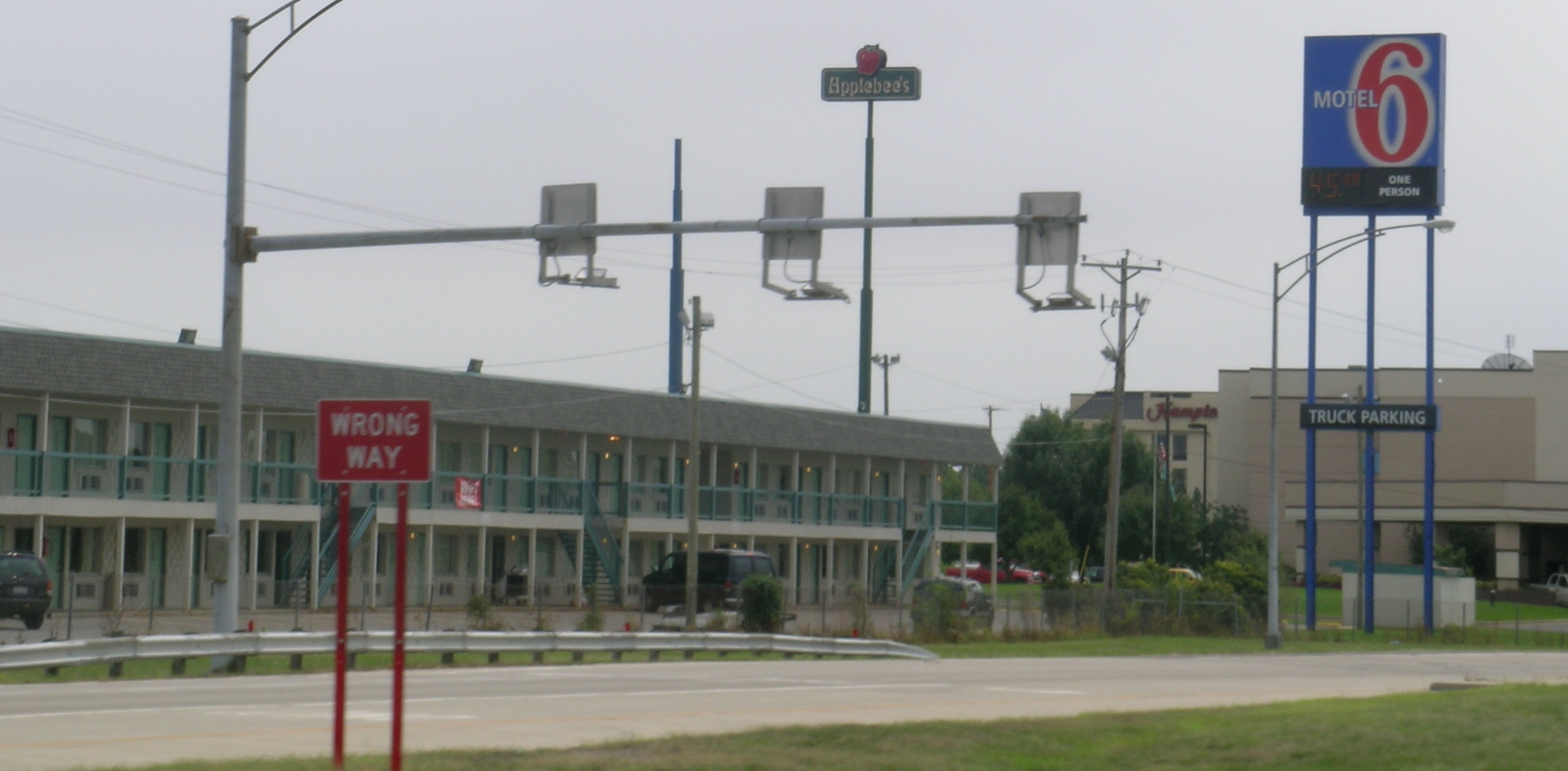
أحد سلسة نزل Motel 6 في مقاطعة ألين، أوهايو في الولايات المتحدة

النُّزُل أو الموتيل (بالإنجليزية: Motel)‏ هو فندق مخصص لقائدي المركبات على الطريق العام أو فندق توقف على طريق السفر أو خارج المدن ويكون أيضاً استراحة.

علامة المرور في فنلندا التي تدل على موتيل

النُّزُل، ويعرف أيضًا بفندق السُياح أو نُزُل السيارات. هو فندق مصمم للسائقين أي المسافرين من مناطق بعيدة إلى مناطق أخرى، عادة ما يتم الدخول إلى الغرف منه مباشرة من منطقة وقوف السيارات بدلاً من الردهة (الممر) المركزي للنُزُل. وُضعت كلمة (موتيل) في القاموس بعد الحرب العالمية الثانية، اختصارًا لكلمة (موتور هوتيل) أي استراحة السائقين. مستوحاة من فندق (مايلستون) في (سان لويس أوبيسبو، كاليفورنيا) والآن يدعى (نُزُل سان لويس أوبيسبو) الذي بُني عام 1925. تشير كلمة النزل إلى الفندق المتكون من مبنى واحد، وتكون غرفُهُ متصلة بعضها ببعض وأبوابه مواجهة لساحة انتظار السيارات، وفي بعض الأحيان تكون منطقة أو سلسلة من الحجرات الخاصة مشتركة مع مواقف السيارات. غالبًا ما يعود النُّزُل لمالك واحد ومع ذلك توجد سلسلة فنادق تمتلكها عدة شركات.
بدأ تطوير أنظمة الطرق السريعة الكبيرة عام 1920، وأصبحت طرق الرحلات ذات المسافات الطويلة الأكثر انتشارًا، وأدت الحاجة إلى إقامة غير باهظة الثمن ويسهل الوصول إليها وقريبة إلى الطريق الرئيسي إلى ظهور ونشأة مفهوم الموتيل (النُّزُل الصغير).
بلغت النُّزُل ذروتها الشعبية عام 1960، مع ارتفاع نسبة السفر بواسطة السيارات، ثم تراجعت استجابة لمنافسة سلسلة الفنادق الحديثة التي أصبحت شائعة في تقاطعات الطرق السريعة، حيث جرى تجاوز حركة المرور على الطرق السريعة المشيدة حديثًا. أُدرج العديد من النُّزُل التاريخية في السجل الوطني الأمريكي للأماكن التاريخية.

## أسلوب البناء
تختلف النُّزُل (استراحة الركاب) عن الفنادق في موقعها على طول الطرق السريعة، على عكس المناطق الحضرية التي تفضلها الفنادق، وتوجهها إلى الخارج (على عكس الفنادق التي تواجه أبوابها عادةً رواقاً داخلياً). تشمل النُّزُل ساحة انتظار للسيارات، في حين لم تُبنَ الفنادق القديمة مع وضع مواقف السيارات في الاعتبار.
بسبب بنائها المنخفض كان عدد الغرف التي تناسب أي مساحة معينة من الأرض منخفظاً مقارنةً بالفنادق الحضرية الشاهقة التي نمت حول محطات القطار. لم تكن هذه مشكلة في عصر أصبحت فيه الطرق السريعة الشوارع الرئيسية في كل مدينة وعلى طول الطريق، ويمكن تطوير الأراضي رخيصة الثمن على أطراف المدينة بالنُّزُل ووكالات بيع السيارات ومحطات الوقود والمتنزهات الترفيهية والمطاعم على جانب الطريق وعدد لا يحصى من الأنشطة التجارية الصغيرة. جلبت السيارة إمكانية التنقل ويمكن أن يظهر النُّزُل في أي مكان على شبكة واسعة من الطرق السريعة ذات المسارين.

## نشأتها
بُنيت أول مخيمات للسُياح في أواخر عام 1910. قبل ذلك الحين، كان السُياح الذين لا يستطيعون تحمل تكلفة الإقامة في فندق ينامون في سياراتهم، أو ينصبون خيمهم في الحقول على طول الطرق الجانبية. كانت هذه تُسمى مخيمات السيارات. قامت المخيمات الحديثة في عشرينيات وثلاثينيات القرن الماضي بتوفير المياه ومنتزهات للترفيه والمرافق العامة.

### كتيبات إرشادية
كانت النُّزُل فيما مضى عبارة عن شركات صغيرة مملوكة محلياً نمت حول الطرق السريعة ذات المسارين، والتي كانت شوارع رئيسية في السابق على طول الطريق. كأفراد، اختلفت الآراء حول جودة الإقامة بشكل كبير من نُزُل إلى آخر. بينما جرى فحص وتصنيف أقلية من هذه العقارات من قبل (جمعية السيارات الأمريكية) و(جمعية السيارات الكندية)، اللتين نشرتا الخرائط وأدلة الكتيبات السياحية للمطاعم والغرف منذ عام 1917. ما ساعد السُياح على الاستدلال على أماكن النُّزُل القريبة من وجهاتهم.

## التاريخ
دخلت كلمة موتيل (بالإنجليزية: Motel)‏ القاموس بعد الحرب العالمية الثانية كلفظة منحوتة من الكلمتين الإنجليزيتين motor وhotel أو من motorists' hotel، التي كانت تشير في البداية إلى نوع من الفنادق مكون من مبنىً واحد فيه غرف متصلة أبوابها في مواجهة موقف للسيارات
.
ومع تطور الطرق السريعة في الولايات المتحدة في العشرينات وبسبب طول المسافات ظهرت الحاجة إلى أماكن إقامة ليلية رخيصة وسهلة الوصول للمسافرين، أي قريبة من الطرق الرئيسية. وهذا ما أدى إلى تطور وانتشار مفاهيم الموتيلات.